# جوآن مک‌شی
جوآن مک‌شی (به انگلیسی: Joan McSheehy) (زادهٔ ۲۲ ژوئیهٔ ۱۹۱۳) شناگر اهل ایالات متحده آمریکا است.